# Волчейка (остановочный пункт)
Волчейка — остановочный пункт Смоленского направления Московской железной дороги. Расположена в 0,5 км южнее деревни Волчейка Смоленской области. От станции отходит дополнительный электрифицированый участок в сторону ст. Ракитная, минующий Смоленск.

## Пригородные поезда[3]
| № поезда  | Маршрут             | № поезда  | Маршрут             |
| --------- | ------------------- | --------- | ------------------- |
| 6386/6388 | Смоленск — Ельня    | 6381/6383 | Ельня — Смоленск    |
| 6204/6206 | Смоленск — Вязьма   | 6203/6205 | Вязьма — Смоленск   |
| 6208      | Смоленск — Сафоново | 6201      | Сафоново — Смоленск |